# Altruísmo

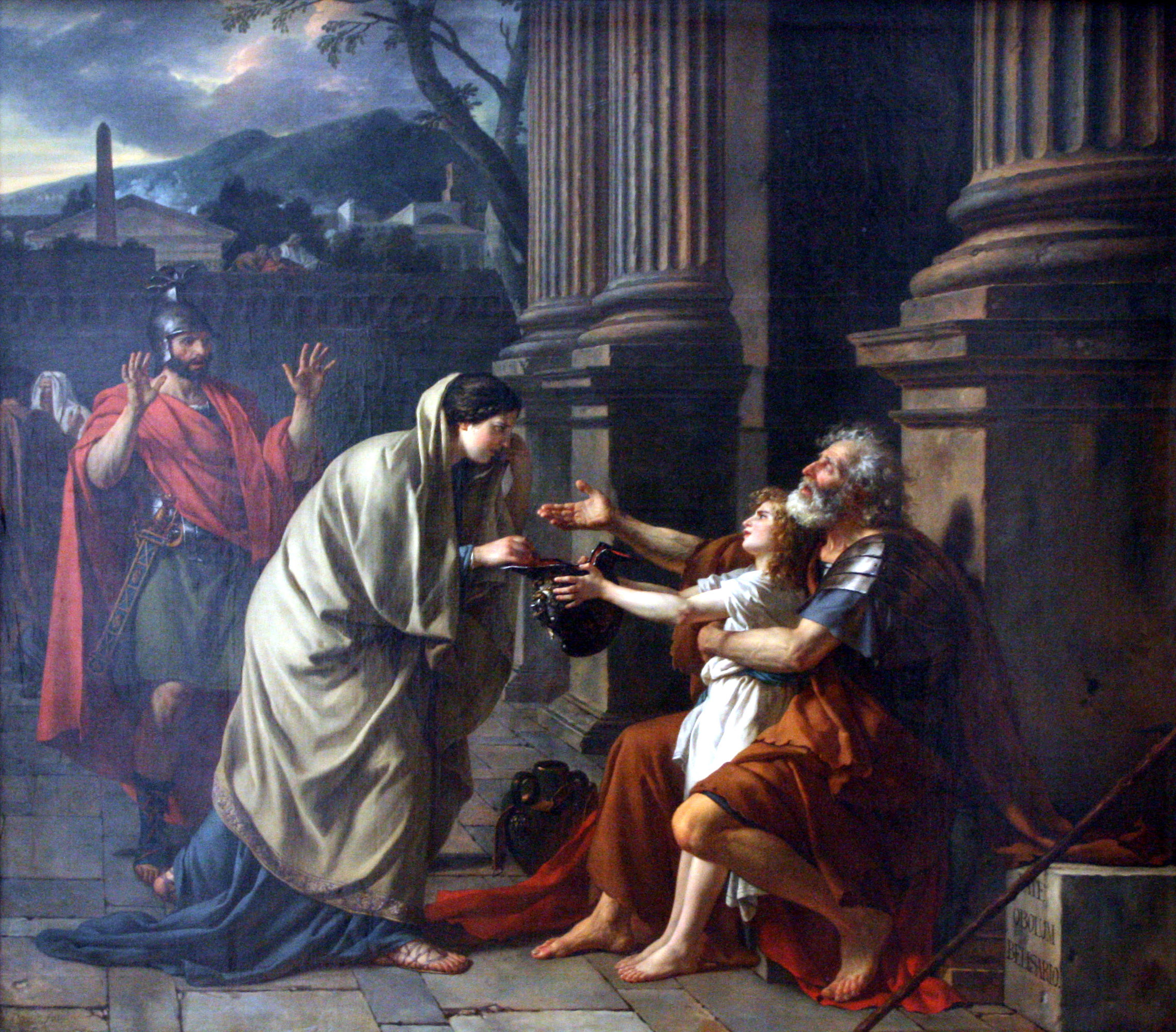
Dar esmola aos pobres é frequentemente considerado uma ação altruísta.

Altruísmo é a preocupação com o bem-estar dos outros, independentemente de benefício pessoal ou reciprocidade.
A palavra altruísmo foi popularizada (e possivelmente cunhada) pelo filósofo francês Auguste Comte em francês, como altruisme, para um antônimo de egoísmo. Ele a derivou da altrui italiana , que por sua vez foi derivada da alteri do latim, que significa "outras pessoas" ou "outra pessoa". Altruísmo pode ser considerado um sinônimo de abnegação, o oposto de egocentrismo.
Altruísmo é um valor moral importante em muitas culturas e religiões. Ele pode se expandir além do cuidado com os humanos para incluir outros seres sencientes e gerações futuras.
Altruísmo, como observado em populações de organismos, é quando um indivíduo realiza uma ação a um custo para si mesmo (em termos de, por exemplo, prazer e qualidade de vida, tempo, probabilidade de sobrevivência ou reprodução) que beneficia, direta ou indiretamente, outro indivíduo, sem a expectativa de reciprocidade ou compensação por essa ação.
A teoria do egoísmo psicológico sugere que nenhum ato de compartilhar, ajudar ou sacrificar pode ser "verdadeiramente" altruísta, pois o ator pode receber uma recompensa intrínseca na forma de gratificação pessoal. A validade desse argumento depende se tais recompensas intrínsecas se qualificam como "benefícios".
O termo altruísmo também pode se referir a uma doutrina ética que afirma que os indivíduos são moralmente obrigados a beneficiar os outros. Usado nesse sentido, geralmente é contrastado com o egoísmo, que afirma que os indivíduos são moralmente obrigados a servir a si mesmos primeiro.
O altruísmo eficaz é o uso de evidências e razão para determinar as maneiras mais eficazes de beneficiar os outros.

## A noção de altruísmo
O conceito de altruísmo tem uma história no pensamento filosófico e ético. O termo foi cunhado no século XIX pelo sociólogo fundador e filósofo da ciência Auguste Comte, e se tornou um tópico importante para psicólogos (especialmente pesquisadores de psicologia evolucionista), biólogos evolucionistas e etólogos. Embora as ideias sobre altruísmo de um campo possam afetar os outros campos, os diferentes métodos e focos desses campos sempre levam a diferentes perspectivas sobre o altruísmo. Em termos simples, altruísmo é se importar com o bem-estar de outras pessoas e agir para ajudá-las, acima de si mesmo.

### Perspectivas transculturais sobre o altruísmo
Perspectivas transculturais sobre altruísmo mostram que a maneira como vemos e vivenciamos ajudar os outros depende muito de onde viemos. Em culturas individualistas, como muitos países ocidentais, atos de altruísmo frequentemente trazem alegria e satisfação pessoal, pois se alinham com valores que enfatizam a realização individual e a autorrealização. Por outro lado, em culturas coletivistas, comuns em muitas sociedades orientais, o altruísmo é frequentemente visto como uma responsabilidade para com o grupo em vez de uma escolha pessoal. Essa diferença significa que as pessoas em culturas coletivistas podem não sentir a mesma felicidade pessoal em ajudar os outros, pois o ato é mais sobre cumprir obrigações sociais. Em última análise, essas variações destacam o quão profundamente as normas culturais moldam a maneira como abordamos e vivenciamos o altruísmo.

## Pontos de vista científicos

### Antropologia
O ensaio de Marcel Mauss, Ensaio sobre a dádiva, contém uma passagem chamada "Nota sobre esmolas". Esta nota descreve a evolução da noção de esmola (e por extensão de altruísmo) a partir da noção de sacrifício. Nela, ele escreve:

As esmolas são frutos de uma noção moral do presente e da fortuna, por um lado, e de uma noção de sacrifício, por outro. A generosidade é uma obrigação, porque Nêmesis vinga os pobres e os deuses pela superabundância de felicidade e riqueza de certas pessoas que deveriam se livrar dela. Esta é a antiga moralidade do presente, que se tornou um princípio de justiça. Os deuses e os espíritos aceitam que a parte da riqueza e da felicidade que lhes foi oferecida e que até então havia sido destruída em sacrifícios inúteis deve servir aos pobres e às crianças.

### Explicações evolucionárias

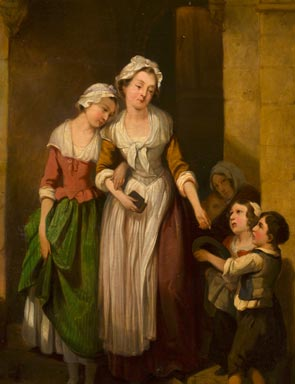
Dar esmolas a crianças mendigas

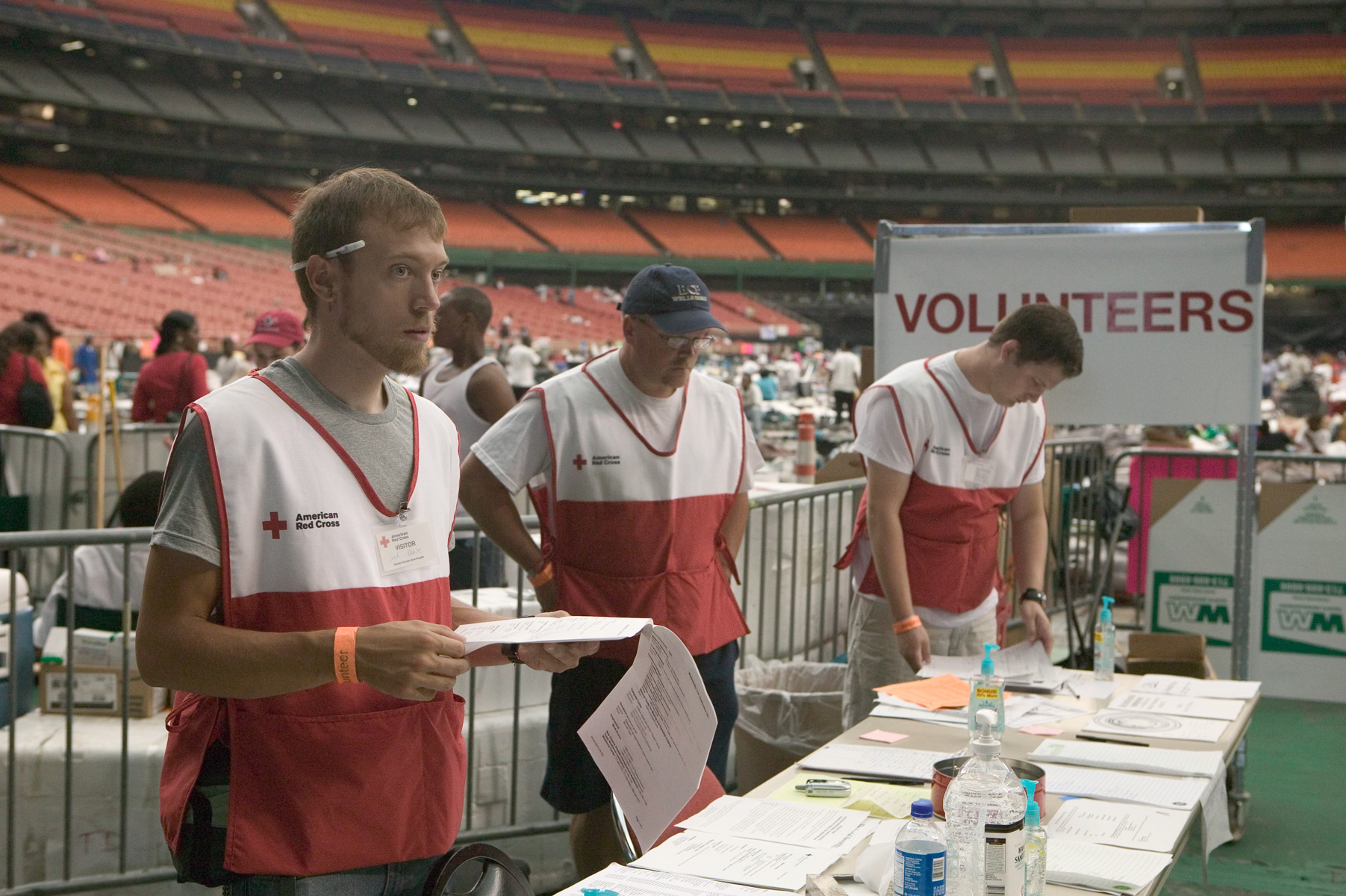
Voluntários ajudam vítimas do furacão no Houston Astrodome, após o Furacão Katrina.

Em etologia (o estudo científico do comportamento animal), e mais geralmente no estudo da evolução social, o altruísmo se refere ao comportamento de um indivíduo que aumenta a aptidão de outro indivíduo enquanto diminui a aptidão do ator. Na psicologia evolucionista, este termo pode ser aplicado a uma ampla gama de comportamentos humanos, como caridade, ajuda emergencial, ajuda a parceiros de coalizão, gorjetas, presentes de cortejo, produção de bens públicos e "ambientalismo".
A necessidade de uma explicação do comportamento altruísta que seja compatível com as origens evolucionistas impulsionou o desenvolvimento de novas teorias. Duas vertentes relacionadas de pesquisa sobre altruísmo surgiram de análises evolucionistas tradicionais e da teoria dos jogos evolucionários: um modelo matemático e análise de estratégias comportamentais.
Alguns dos mecanismos propostos são:
- Seleção de parentesco.[13] Que animais e humanos são mais altruístas em relação a parentes próximos do que a parentes distantes e aos que não são parentes foi confirmado em vários estudos em muitas culturas diferentes. Mesmo pistas sutis indicando parentesco podem inconscientemente aumentar o comportamento altruísta. Uma pista de parentesco é a semelhança facial. Um estudo descobriu que alterar ligeiramente as fotografias para se assemelharem mais aos rostos dos participantes do estudo aumentou a confiança que os participantes expressaram em relação às pessoas retratadas. Outra pista é ter o mesmo sobrenome, especialmente se raro, o que aumenta o comportamento útil. Outro estudo descobriu que quanto maior o número de parentes percebidos em um grupo, mais comportamento cooperativo. Usar termos de parentesco em discursos políticos aumentou a concordância do público com o orador em um estudo. Esse efeito foi poderoso para primogênitos, que geralmente são próximos de suas famílias.[12]
- Interesses adquiridos. As pessoas provavelmente sofrerão se seus amigos, aliados e aqueles de grupos internos sociais semelhantes sofrerem ou desaparecerem. Ajudar esses membros dos grupos pode, portanto, também beneficiar o altruísta. Tornar a filiação ao grupo interno mais perceptível aumenta a cooperatividade. O auto-sacrifício extremo em relação ao grupo interno pode ser adaptativo se um grupo externo hostil ameaçar todo o grupo interno.[12]
- Altruísmo recíproco.[14]
  - Reciprocidade direta.[15] Pesquisas mostram que pode ser benéfico ajudar os outros se houver uma chance de que eles retribuam a ajuda. A estratégia eficaz de olho por olho é um exemplo da teoria dos jogos. Muitas pessoas parecem estar seguindo uma estratégia semelhante ao cooperar se e somente se outros cooperarem em troca.[12]
Uma consequência é que as pessoas são mais cooperativas umas com as outras se elas são mais propensas a interagir novamente no futuro. As pessoas tendem a ser menos cooperativas se elas percebem que a frequência de ajudantes na população é menor. Elas tendem a ajudar menos se elas veem a ausência de cooperação por parte dos outros, e esse efeito tende a ser mais forte do que o efeito oposto de ver comportamentos cooperativos. Simplesmente mudar o enquadramento cooperativo de uma proposta pode aumentar a cooperatividade, como chamá-la de "Jogo da Comunidade" em vez de "Jogo de Wall Street".[12]
Uma tendência à reciprocidade implica que as pessoas se sintam obrigadas a responder se alguém as ajudar. Isso tem sido usado por instituições de caridade que dão pequenos presentes a potenciais doadores na esperança de induzir reciprocidade. Outro método é anunciar publicamente que alguém fez uma grande doação. A tendência de retribuir pode até mesmo se generalizar, então as pessoas se tornam mais úteis para os outros depois de serem ajudadas. Por outro lado, as pessoas evitarão ou até mesmo retaliarão contra aqueles percebidos como os que não são cooperantes. As pessoas às vezes deixam de ajudar por engano quando pretendiam, ou sua ajuda pode não ser notada, o que pode causar conflitos que não são intencionais. Como tal, pode ser uma estratégia ideal ser um pouco indulgente e ter uma interpretação um pouco generosa da ausência de cooperação.[12]
As pessoas são mais propensas a cooperar em uma tarefa se puderem se comunicar umas com as outras primeiro. Isso pode ser devido a melhores avaliações de cooperação ou troca de promessas. Elas são mais cooperativas se puderem construir confiança gradualmente em vez de serem solicitadas a dar ajuda extensiva imediatamente. A reciprocidade direta e a cooperação em um grupo podem ser aumentadas mudando o foco e os incentivos da competição intragrupo para competições em larga escala, como entre grupos ou com a população em geral. Assim, atribuir notas e promoções com base apenas no desempenho de um indivíduo em relação a um pequeno grupo local, como é comum, pode reduzir os comportamentos cooperativos no grupo.[12]
Reciprocidade indireta.[16] Como as pessoas evitam maus reciprocadores e trapaceiros, a reputação de uma pessoa é importante. Uma pessoa estimada por sua reciprocidade tem mais probabilidade de receber assistência, mesmo de indivíduos com os quais não interagiu diretamente antes.[12]
  - Reciprocidade forte.[17] Esta forma de reciprocidade é expressa por pessoas que investem mais recursos em cooperação e punição do que o que é considerado ótimo com base em teorias estabelecidas de altruísmo.
  - Pseudo-reciprocidade.[18] Um organismo se comporta de forma altruísta e o destinatário não retribui, mas tem uma chance maior de agir de uma forma egoísta, mas também como um subproduto beneficia o altruísta.
- Sinalização custosa e o princípio da desvantagem.[19] O altruísmo, ao desviar recursos do altruísta, pode atuar como um "sinal honesto" de recursos disponíveis e das habilidades para adquiri-los. Isso pode sinalizar para os outros que o altruísta é um parceiro potencial valioso. Também pode sinalizar intenções interativas e cooperativas, já que alguém que não espera interagir mais no futuro não ganha nada com essa sinalização custosa. Embora seja incerto se a sinalização custosa pode prever características cooperativas de longo prazo, as pessoas tendem a confiar mais nos ajudantes. A sinalização custosa perde seu valor quando todos compartilham características, recursos e intenções cooperativas idênticas, mas ganha significância à medida que a variabilidade populacional nesses aspectos aumenta.[12]

Caçadores que compartilham carne exibem um sinal custoso de habilidade. A pesquisa descobriu que bons caçadores têm maior sucesso reprodutivo e relações mais adúlteras, mesmo que não recebam mais carne caçada do que qualquer outra pessoa. Da mesma forma, realizar grandes festas e dar grandes doações são maneiras de demonstrar os próprios recursos. A tomada de riscos heroicos também foi interpretada como um sinal custoso de habilidade.
Tanto a reciprocidade indireta quanto a sinalização custosa dependem do valor da reputação e tendem a fazer previsões semelhantes. Uma delas é que as pessoas serão mais úteis quando souberem que seu comportamento de ajuda será comunicado às pessoas com quem interagirão mais tarde, anunciado publicamente, discutido ou observado por outra pessoa. Isso foi documentado em muitos estudos. O efeito é sensível a pistas sutis, como pessoas sendo mais úteis quando havia manchas oculares estilizadas em vez de um logotipo na tela do computador. Pistas fracas de reputação, como manchas oculares, podem se tornar sem importância se houver pistas mais fortes presentes e podem perder seu efeito com a exposição contínua, a menos que sejam reforçadas com efeitos reais de reputação. Demonstrações públicas, como choro público por celebridades mortas e participação em manifestações, podem ser influenciadas pelo desejo de serem vistas como generosas. Pessoas que sabem que são monitoradas publicamente às vezes até doam, de forma dispendiosa, o dinheiro que sabem que não é necessário para o destinatário devido a preocupações com a reputação.
Normalmente, as mulheres acham que homens altruístas são parceiros atraentes. Quando as mulheres procuram um parceiro de longo prazo, o altruísmo pode ser uma característica que elas preferem, pois pode indicar que o parceiro em potencial também está disposto a compartilhar recursos com ela e seus filhos. Os homens realizam atos de caridade nos estágios iniciais de um relacionamento romântico ou simplesmente quando estão na presença de uma mulher atraente. Embora ambos os sexos afirmem que a gentileza é a característica mais preferível em um parceiro, há algumas evidências de que os homens dão menos valor a isso do que as mulheres e que as mulheres podem não ser mais altruístas na presença de um homem atraente. Os homens podem até evitar mulheres altruístas em relacionamentos de curto prazo, o que pode ser porque eles esperam menos sucesso.
As pessoas podem competir pelo benefício social de uma reputação polida, o que pode causar altruísmo competitivo. Por outro lado, em alguns experimentos, uma proporção de pessoas não parece se importar com a reputação e não ajuda mais, mesmo que isso seja evidente. Isso pode ser devido a razões como psicopatia ou que elas são tão atraentes que não precisam ser vistas como altruístas. Os benefícios reputacionais do altruísmo ocorrem no futuro em comparação com os custos imediatos do altruísmo. Embora os humanos e outros organismos geralmente atribuam menos valor aos custos/benefícios futuros em comparação com os do presente, alguns têm horizontes de tempo mais curtos do que outros, e essas pessoas tendem a ser menos cooperativas.
Às vezes, descobriu-se que recompensas e punições extrínsecas explícitas têm um efeito contraintuitivamente inverso sobre os comportamentos quando comparadas às recompensas intrínsecas. Isso pode ocorrer porque tais incentivos extrínsecos podem substituir (parcialmente ou totalmente) incentivos intrínsecos e reputacionais, motivando a pessoa a se concentrar na obtenção das recompensas extrínsecas, o que pode tornar os comportamentos assim incentivados menos desejáveis. As pessoas preferem o altruísmo em outros quando parece ser devido a uma característica de personalidade em vez de preocupações reputacionais evidentes; simplesmente apontar que há benefícios reputacionais da ação pode reduzi-los. Isso pode ser usado como uma tática depreciativa contra altruístas ("você está apenas sinalizando virtude"), especialmente por aqueles que não são cooperadores. Um contra-argumento é que fazer o bem devido a preocupações reputacionais é melhor do que não fazer o bem.
- Seleção de grupo. Alguns cientistas evolucionistas, como David Sloan Wilson, argumentaram controversamente que a seleção natural pode atuar no nível de grupos dos que não são parentes para produzir adaptações que beneficiam um grupo que não é parente, mesmo que essas adaptações sejam prejudiciais no nível individual.[21] Assim, enquanto pessoas altruístas podem, em algumas circunstâncias, ser superadas por pessoas menos altruístas no nível individual, de acordo com a teoria da seleção de grupo, o oposto pode ocorrer no nível de grupo, onde grupos consistindo de pessoas mais altruístas podem superar grupos consistindo de pessoas menos altruístas. Esse altruísmo pode se estender apenas a membros do grupo interno, ao mesmo tempo em que direciona preconceito e antagonismo contra membros do grupo externo (veja também favoritismo do grupo interno). Muitos outros cientistas evolucionistas criticaram a teoria da seleção de grupo.[22]

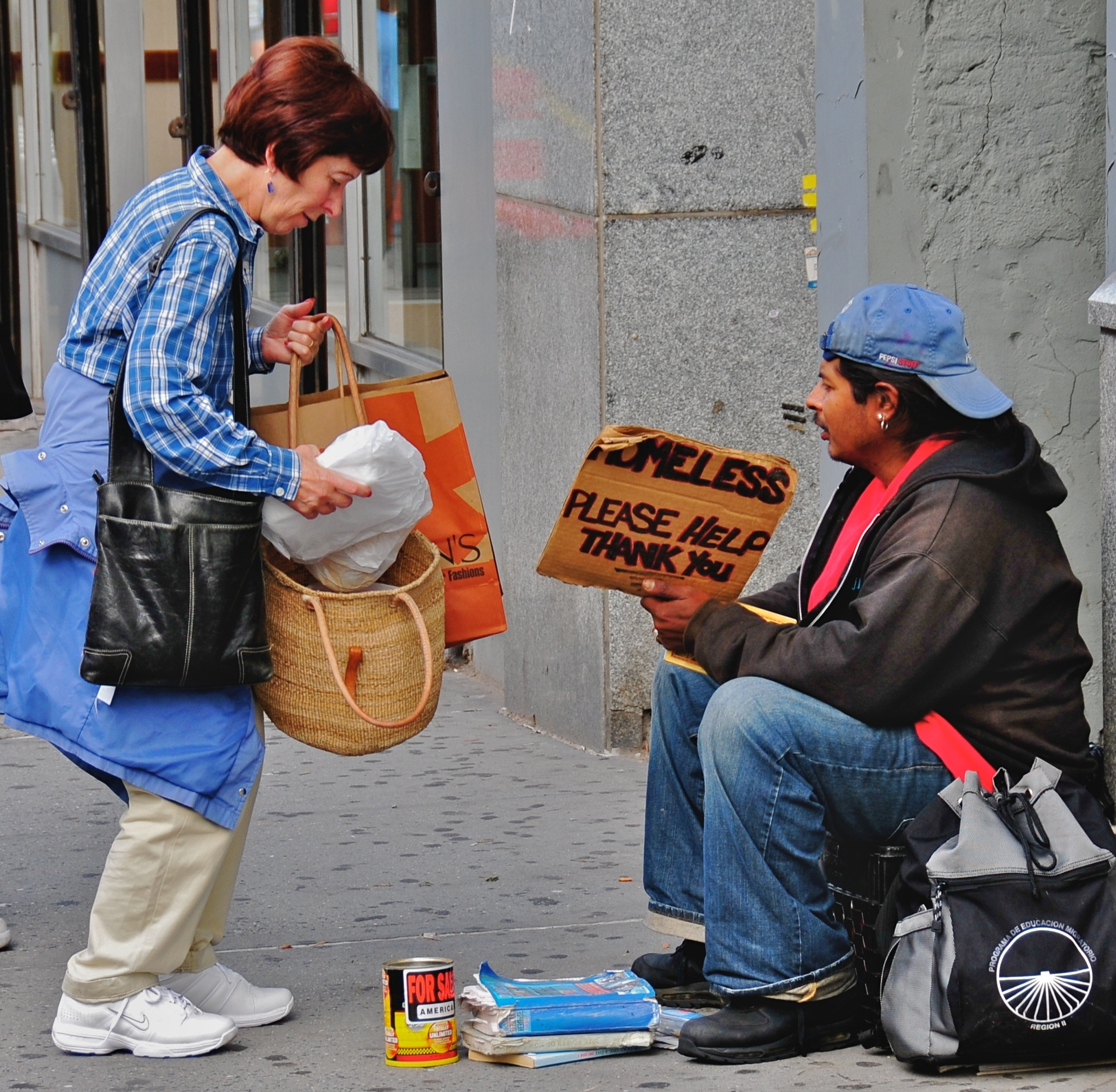
Ajudando os sem-teto na cidade de New York

Tais explicações não implicam que os humanos conscientemente calculem como aumentar sua aptidão inclusiva ao realizar atos altruístas. Em vez disso, a evolução moldou mecanismos psicológicos, como emoções, que promovem certos comportamentos altruístas.
Os benefícios para o altruísta podem ser aumentados, e os custos reduzidos por ser mais altruísta em relação a certos grupos. Pesquisas descobriram que as pessoas são mais altruístas com parentes do que com os que não são parentes, com amigos do que com estranhos, com aqueles que são atraentes do que com aqueles que não são atraentes, com os que não são concorrentes do que com os que são concorrentes, e com os membros de grupos internos do que com os membros de grupos externos.
O estudo do altruísmo foi o ímpeto inicial por trás do desenvolvimento da equação de Price de George R. Price, uma equação matemática usada para estudar a evolução genética. Um exemplo interessante de altruísmo é encontrado nos fungos de limo celulares, como Dictyostelium mucoroides. Esses protistas vivem como amebas individuais até passarem fome, momento em que se agregam e formam um corpo de frutificação multicelular no qual algumas células se sacrificam para promover a sobrevivência de outras células no corpo de frutificação.
A teoria do investimento seletivo propõe que laços sociais estreitos e mecanismos emocionais, cognitivos e neuro-hormonais associados evoluíram para facilitar o altruísmo de longo prazo e alto custo entre aqueles que dependem intimamente uns dos outros para sobrevivência e sucesso reprodutivo.
Esses comportamentos cooperativos às vezes são vistos como argumentos para a política de esquerda, por exemplo, pelo zoólogo e anarquista russo Peter Kropotkin em seu livro de 1902 Mutualismo: Um Fator de Evolução e pelo filósofo moral Peter Singer em seu livro Uma Esquerda Darwiniana.

### Neurobiologia
Jorge Moll e Jordan Grafman, neurocientistas dos National Institutes of Health e da LABS-D'Or Hospital Network, forneceram a primeira evidência das bases neurais da doação altruísta em voluntários saudáveis normais, usando imagens de ressonância magnética funcional. Em sua pesquisa, eles mostraram que tanto recompensas monetárias puras quanto doações de caridade ativaram a via de recompensa mesolímbica, uma parte primitiva do cérebro que geralmente responde à comida e ao sexo. No entanto, quando os voluntários generosamente colocaram os interesses dos outros antes dos seus próprios, fazendo doações de caridade, outro circuito cerebral também foi seletivamente ativado: o córtex subgenual/região septal. Essas estruturas estão relacionadas ao apego e vínculo social em outras espécies. O experimento sugeriu que o altruísmo não é uma faculdade moral superior que sobrepuja desejos egoístas inatos, mas um traço fundamental, arraigado e agradável no cérebro. Uma região do cérebro, o córtex cingulado anterior subgenual/prosencéfalo basal, contribui para a aprendizagem do comportamento altruísta, especialmente em pessoas com propensão à empatia.
Bill Harbaugh, um economista da Universidade de Oregon, em um teste de scanner de fMRI conduzido com seu colega psicólogo Dr. Ulrich Mayr, chegou às mesmas conclusões que Jorge Moll e Jordan Grafman sobre doações para caridade, embora eles tenham conseguido dividir o grupo de estudo em dois grupos: "egoístas" e "altruístas". Uma de suas descobertas foi que, embora raramente, mesmo alguns dos considerados "egoístas" às vezes davam mais do que o esperado porque isso ajudaria os outros, levando à conclusão de que há outros fatores na caridade, como o ambiente e os valores de uma pessoa.
Uma meta-análise recente de estudos de fMRI conduzidos por Shawn Rhoads, Jo Cutler e Abigail Marsh analisou os resultados de estudos anteriores de generosidade nos quais os participantes podiam escolher livremente doar ou não recursos para outra pessoa. Os resultados deste estudo confirmaram que o altruísmo é apoiado por mecanismos distintos da doação motivada pela reciprocidade ou pela justiça. Este estudo também confirmou que o estriado ventral direito é recrutado durante a doação altruísta, assim como o córtex pré-frontal ventromedial, o córtex cingulado anterior bilateral e a ínsula, anterior bilateral que são regiões anteriormente implicadas na empatia.
Abigail Marsh conduziu estudos de altruístas do mundo real que também identificaram um papel importante para a amígdala no altruísmo humano. Em altruístas do mundo real, como pessoas que doaram rins a estranhos, a amígdala é maior do que em adultos típicos. As amígdalas dos altruístas também são mais responsivas do que as de adultos típicos à visão do sofrimento dos outros, o que se acredita refletir uma resposta empática ao sofrimento. Essa estrutura também pode estar envolvida em escolhas altruístas devido ao seu papel na codificação do valor dos resultados para os outros. Isso é consistente com as descobertas de pesquisas em animais que não são humanos, que identificaram neurônios dentro da amígdala que codificam especificamente o valor dos resultados dos outros, atividade na qual parece conduzir escolhas altruístas em macacos.

### Psicologia
A Enciclopédia Internacional das Ciências Sociais define o altruísmo psicológico como "um estado motivacional para aumentar o bem-estar de outro". O altruísmo psicológico é contrastado com o egoísmo psicológico, que se refere à motivação para aumentar o bem-estar de alguém. Em consonância com isso, pesquisas em altruístas do mundo real, incluindo doadores altruístas de rim, doadores de medula óssea, trabalhadores humanitários e salvadores heróicos, descobriram que esses altruístas se distinguem principalmente de outros adultos por traços altruístas e padrões de tomada de decisão. Isso sugere que o altruísmo humano reflete uma valoração genuinamente alta dos resultados dos outros.
Houve algum debate sobre se os humanos são capazes de altruísmo psicológico. Algumas definições especificam uma natureza autossacrificial para o altruísmo e uma falta de recompensas externas para comportamentos altruístas. No entanto, como o altruísmo, em última análise, beneficia a si mesmo em muitos casos, a abnegação dos atos altruístas é difícil de provar. A teoria da troca social postula que o altruísmo só existe quando os benefícios superam os custos para o eu.
Daniel Batson, um psicólogo, examinou essa questão e argumentou contra a teoria da troca social. Ele identificou quatro motivos significativos: beneficiar, em última análise, a si mesmo (egoísmo), beneficiar, em última análise, a outra pessoa (altruísmo), beneficiar um grupo (coletivismo) ou defender um princípio moral (principialismo). O altruísmo que, em última análise, serve a ganhos egoístas é, portanto, diferenciado do altruísmo altruísta, mas a conclusão geral tem sido que o altruísmo induzido pela empatia pode ser genuinamente altruísta. A hipótese de empatia e altruísmo afirma que o altruísmo psicológico existe e é evocado pelo desejo empático de ajudar alguém que sofre. Sentimentos de preocupação empática são contrastados com angústia pessoal, que obriga as pessoas a reduzir suas emoções desagradáveis e aumentar suas positivas ajudando alguém em necessidade. A empatia, portanto, não é altruísta, pois o altruísmo funciona como uma forma de evitar esses sentimentos negativos e desagradáveis e ter sentimentos positivos e agradáveis quando desencadeados pela necessidade de ajuda dos outros ou como uma forma de obter recompensa social ou evitar punição social ajudando. Pessoas com preocupação empática ajudam outras pessoas em sofrimento, mesmo quando a exposição à situação poderia ser facilmente evitada, enquanto aquelas que não têm preocupação empática evitam permitir isso, a menos que seja difícil ou impossível evitar a exposição ao sofrimento de outra pessoa.
O comportamento de ajuda é visto em humanos a partir de cerca de dois anos de idade, quando uma criança pequena consegue entender sinais emocionais sutis.

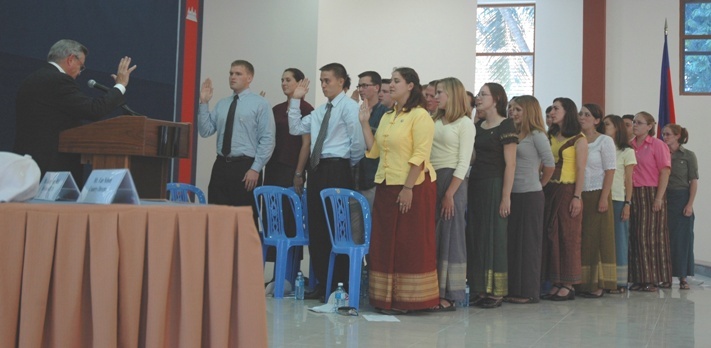
Estagiários do Corpo da Paz prestando juramento como voluntários no Camboja, 4 de abril de 2007

Em pesquisas psicológicas sobre altruísmo, estudos frequentemente observam o altruísmo demonstrado por meio de comportamentos pró-sociais, como ajudar, confortar, compartilhar, cooperar, filantropia e serviço comunitário. As pessoas têm mais probabilidade de ajudar se reconhecerem que uma pessoa está em necessidade e sentirem responsabilidade pessoal por reduzir o sofrimento da pessoa. O número de espectadores testemunhando dor ou sofrimento afeta a probabilidade de ajudar (o efeito do espectador). Números mais significativos de espectadores diminuem os sentimentos individuais de responsabilidade. No entanto, uma testemunha com um alto nível de preocupação empática provavelmente assumirá responsabilidade pessoal inteiramente, independentemente do número de espectadores.
Muitos estudos observaram os efeitos do voluntariado (como uma forma de altruísmo) na felicidade e na saúde e descobriram consistentemente que aqueles que exibem voluntariado também têm melhor saúde e bem-estar atuais e futuros. Em um estudo com adultos mais velhos, aqueles que se voluntariaram tiveram maior satisfação com a vida e vontade de viver, e menos depressão, ansiedade e somatização. O voluntariado e o comportamento de ajuda não só demonstraram melhorar a saúde mental, mas também a saúde física e a longevidade, atribuíveis à atividade e à integração social que incentivam. Um estudo examinou a saúde física de mães que se voluntariaram por mais de 30 anos e descobriu que 52% das que não pertenciam a uma organização voluntária tiveram uma doença grave, enquanto apenas 36% das que se voluntariaram tiveram uma. Um estudo com adultos com 55 anos ou mais descobriu que, durante o período de estudo de quatro anos, as pessoas que se voluntariaram para duas ou mais organizações tiveram uma probabilidade 63% menor de morrer. Após controlar o estado de saúde anterior, foi determinado que o voluntariado foi responsável por uma redução de 44% na mortalidade. O simples fato de estar ciente da gentileza em si mesmo e nos outros também está associado a um maior bem-estar. Um estudo que pediu aos participantes que contassem cada ato de gentileza que realizaram por uma semana aumentou significativamente sua felicidade subjetiva. Pessoas mais felizes são mais gentis e mais gratas, pessoas mais gentis são mais felizes e mais gratas e pessoas mais gratas são mais felizes e mais gentis, sugere o estudo.
Embora a pesquisa apoie a ideia de que atos altruístas trazem felicidade, também foi descoberto que isso funciona na direção oposta — que pessoas mais felizes também são mais gentis. A relação entre comportamento altruísta e felicidade é bidirecional. Estudos descobriram que a generosidade aumenta linearmente de estados afetivos tristes para felizes.
Sentir-se sobrecarregado pelas necessidades dos outros tem efeitos negativos na saúde e na felicidade. Por exemplo, um estudo sobre voluntariado descobriu que se sentir sobrecarregado pelas demandas dos outros teve um efeito negativo ainda mais forte na saúde mental do que ajudar teve um efeito positivo (embora os efeitos positivos ainda fossem significativos).
Descobriu-se que humanos mais velhos tinham maior altruísmo.

### Genética e meio ambiente
Tanto a genética quanto o ambiente têm sido implicados na influência do comportamento pró-social ou altruísta. Os genes candidatos incluem OXTR (polimorfismos no receptor de oxitocina), CD38, COMT, DRD4, DRD5, IGF2, AVPR1A e GABRB2. É teorizado que alguns desses genes influenciam o comportamento altruísta modulando os níveis de neurotransmissores como serotonina e dopamina.
De acordo com Christopher Boehm, o comportamento altruísta evoluiu como uma forma de sobrevivência dentro de um grupo.

### Sociologia
"Os sociólogos há muito se preocupam com a forma de construir uma boa sociedade". A estrutura de nossas sociedades e como os indivíduos passam a exibir ações caridosas, filantrópicas e outras ações pró-sociais e altruístas para o bem comum é um tópico comumente pesquisado dentro do campo. A American Sociology Association (ASA) reconhece a sociologia pública dizendo: "A relevância científica, política e pública intrínseca deste campo de investigação em ajudar a construir "boas sociedades" é inquestionável". Este tipo de sociologia busca contribuições que auxiliem entendimentos populares e teóricos sobre o que motiva o altruísmo e como ele é organizado, e promove um foco altruísta para beneficiar o mundo e as pessoas que estuda.
Como o altruísmo é enquadrado, organizado, realizado e o que o motiva no nível de grupo é uma área de foco que os sociólogos investigam para contribuir de volta para os grupos que estudam e "construir uma boa sociedade". A motivação do altruísmo também é o foco do estudo; por exemplo, um estudo relaciona a ocorrência de indignação moral à compensação altruísta das vítimas. Estudos mostram que a generosidade em laboratório e em experiências online é contagiosa – as pessoas imitam a generosidade que observam nos outros.

## Pontos de vista religiosos
A maioria, se não todas, das religiões do mundo promovem o altruísmo como um valor moral muito importante. Budismo, cristianismo, hinduísmo, islamismo, jainismo, judaísmo e siquismo, etc., colocam ênfase particular na moralidade altruísta.

### Budismo

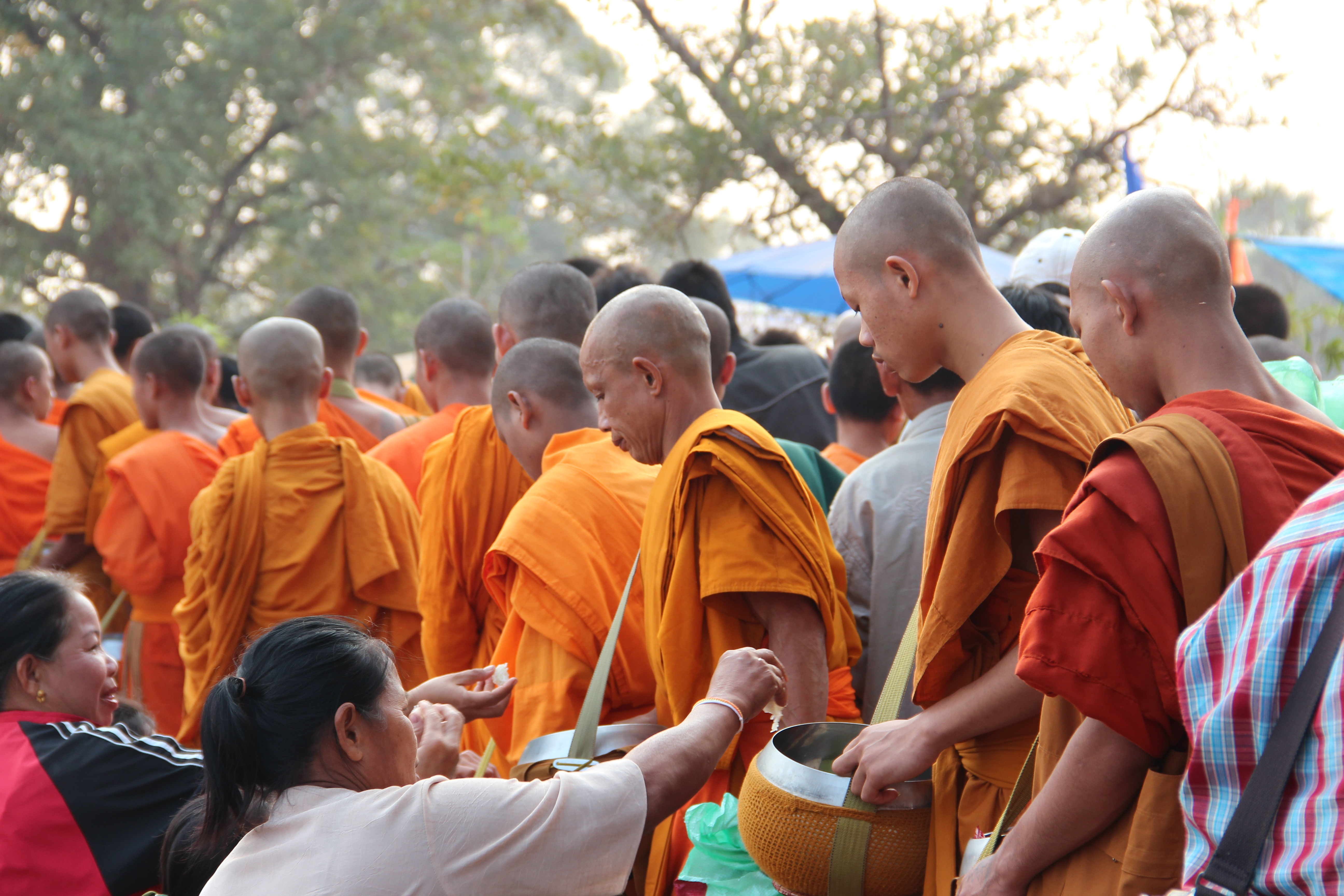
Monges coletando esmolas

O altruísmo figura proeminentemente no budismo. Amor e compaixão são componentes de todas as formas de budismo e são focados em todos os seres igualmente: amor é o desejo de que todos os seres sejam felizes, e compaixão é o desejo de que todos os seres sejam livres do sofrimento. "Muitas doenças podem ser curadas pelo único remédio do amor e da compaixão. Essas qualidades são a fonte suprema da felicidade humana, e a necessidade delas está no âmago do nosso ser" (Dalai Lama).
A noção de altruísmo é modificada em tal visão de mundo, uma vez que a crença é que tal prática promove a própria felicidade do praticante: "Quanto mais nos importamos com a felicidade dos outros, maior se torna nossa própria sensação de bem-estar" (Dalai Lama).
No budismo, as ações de uma pessoa causam carma, que consiste em consequências proporcionais às implicações morais de suas ações. Ações consideradas ruins são punidas, enquanto aquelas consideradas boas são recompensadas.

### Jainismo

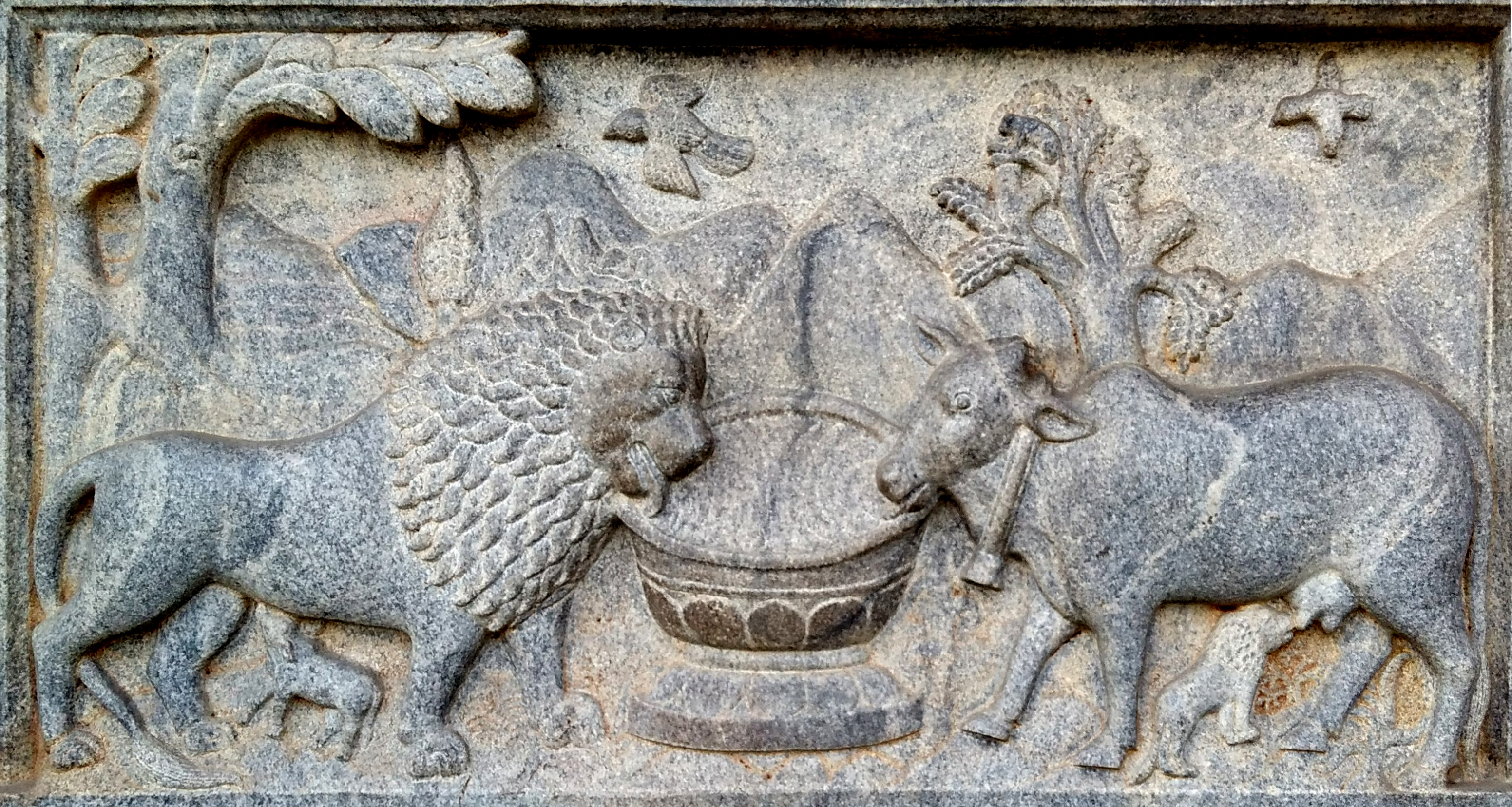
Escultura representando o conceito jainista de ahimsa (não-lesão)

Os princípios fundamentais do jainismo giram em torno do altruísmo, não apenas para outros humanos, mas para todos os seres sencientes. O jainismo prega a ahimsa – viver e deixar viver, não prejudicar os seres sencientes, ou seja, reverência intransigente por toda a vida. O primeiro Tirthankara, Rishabhanatha, introduziu o conceito de altruísmo para todos os seres vivos, desde estender conhecimento e experiência aos outros até doação, doação de si mesmo pelos outros, não violência e compaixão por todos os seres vivos.
O princípio da não violência busca minimizar os carmas que limitam as capacidades da alma. O jainismo vê cada alma como digna de respeito porque tem o potencial de se tornar Siddha (Deus no jainismo). Como todos os seres vivos possuem uma alma, grande cuidado e consciência são essenciais nas ações de alguém. O jainismo enfatiza a igualdade de toda a vida, defendendo a inofensividade para com todos, sejam as criaturas grandes ou pequenas. Essa política se estende até mesmo a organismos microscópicos. O jainismo reconhece que cada pessoa tem diferentes capacidades e capacidades para praticar e, portanto, aceita diferentes níveis de conformidade para ascetas e chefes de família.

### Cristandade
Tomás de Aquino interpreta a frase bíblica "Você deve amar o seu próximo como a si mesmo" como significando que o amor por nós mesmos é o exemplar do amor pelos outros. Considerando que "o amor com que um homem ama a si mesmo é a forma e a raiz da amizade", ele cita Aristóteles que "a origem das relações amigáveis com os outros está em nossas relações conosco mesmos". Aquino concluiu que, embora não sejamos obrigados a amar os outros mais do que a nós mesmos, naturalmente buscamos o bem comum, o bem do todo, mais do que qualquer bem privado, o bem de uma parte. No entanto, ele pensava que deveríamos amar a Deus mais do que a nós mesmos e ao próximo, e mais do que nossa vida corporal – já que o propósito final de amar o próximo é compartilhar a bem-aventurança eterna: algo mais desejável do que o bem-estar corporal. Ao cunhar a palavra "altruísmo", como afirmado acima, Comte provavelmente estava se opondo a essa doutrina tomista, que está presente em algumas escolas teológicas dentro do catolicismo. O objetivo e o foco da vida cristã é uma vida que glorifique a Deus, ao mesmo tempo em que obedece ao mandamento de Cristo de tratar os outros com igualdade, cuidando deles e entendendo que a eternidade no céu é o objetivo da Ressurreição de Jesus no Calvário.
Muitos autores bíblicos estabelecem uma forte conexão entre o amor ao próximo e o amor a Deus. João 1:4 afirma que para amar a Deus é preciso amar o próximo, e que o ódio ao próximo é o mesmo que o ódio a Deus. Thomas Jay Oord argumentou em vários livros que o altruísmo é apenas uma forma possível de amor. Uma ação altruísta nem sempre é uma ação amorosa. Oord define o altruísmo como agir para o bem do outro, e ele concorda com as feministas que observam que às vezes o amor requer agir para o próprio bem quando as exigências do outro minam o bem-estar geral.
O filósofo alemão Max Scheler distingue duas maneiras pelas quais os fortes podem ajudar os fracos. Uma maneira é uma expressão sincera do amor cristão, "motivado por um poderoso sentimento de segurança, força e salvação interior, da plenitude invencível da própria vida e existência".:88–89  Outra maneira é meramente "um dos muitos substitutos modernos para o amor,... nada além do desejo de se afastar de si mesmo e se perder nos negócios de outras pessoas".:95–96  No pior dos casos, Scheler diz, "o amor pelos pequenos, pelos pobres, pelos fracos e pelos oprimidos é realmente ódio disfarçado, inveja reprimida, um impulso para depreciar, etc., direcionado contra os fenômenos opostos: riqueza, força, poder, generosidade.":96–97

### Islamismo
Na língua árabe, "'iythar" (إيثار) significa "preferir os outros a si mesmo".
Sobre o tópico de doar sangue aos que não são muçulmanos (um tópico controverso dentro da fé), o professor religioso xiita, Fadhil al-Milani, forneceu evidências teológicas que o tornam positivamente justificável. Na verdade, ele o considera uma forma de sacrifício religioso e ithar (altruísmo).
Para os sufis, "'iythar" significa devoção aos outros por meio do completo esquecimento das próprias preocupações, onde a preocupação com os outros é considerada uma demanda feita por Deus ao corpo humano, considerado propriedade somente de Deus. A importância de "'iythar" (também conhecido como īthār) reside no sacrifício em prol do bem maior; o islamismo considera aqueles que praticam īthār como cumpridores do mais alto grau de nobreza. Isso é semelhante à noção de cavalheirismo. Uma preocupação constante com Deus resulta numa atitude cuidadosa em relação às pessoas, aos animais e a outras coisas neste mundo.

### Judaísmo
O judaísmo define o altruísmo como o objetivo desejado da criação.  O rabino Abraão Isaac Kook afirmou que o amor é o atributo mais importante da humanidade. O amor é definido como doação, ou dar, que é a intenção do altruísmo. Isso pode ser altruísmo para com a humanidade que leva ao altruísmo para com o criador ou Deus. A Cabala define Deus como a força da doação na existência. O rabino Moshe Chaim Luzzatto focou no "propósito da criação" e como a vontade de Deus era levar a criação à perfeição e adesão com essa força da doação.
A Cabala moderna desenvolvida pelo rabino Yehuda Ashlag, em seus escritos sobre a geração futura, foca em como a sociedade poderia atingir uma estrutura social altruísta.:120–130 Ashlag propôs que tal estrutura é o propósito da criação, e tudo o que acontece é elevar a humanidade ao nível do altruísmo, amor uns pelos outros. Ashlag focou na sociedade e sua relação com a divindade.:175–180

### Siquismo
O altruísmo é essencial para a religião siquista. A fé central no siquismo é que o maior feito que alguém pode fazer é absorver e viver as qualidades divinas, como amor, afeição, sacrifício, paciência, harmonia e veracidade. Sevā, ou serviço altruísta à comunidade por si só, é um conceito importante no siquismo.
O quinto Guru, Guru Arjan, sacrificou sua vida para defender "22 quilates de pura verdade, o maior presente para a humanidade", de acordo com o Guru Granth Sahib. O nono Guru, Guru Tegh Bahadur, sacrificou sua vida para proteger pessoas fracas e indefesas contra atrocidades.
No final do século XVII, o Guru Gobind Singh (o décimo Guru no siquismo), estava em guerra com os governantes de Mogol para proteger as pessoas de diferentes religiões quando um companheiro siquista, Bhai Kanhaiya, atendeu as tropas inimigas. Ele deu água para amigos e inimigos que foram feridos no campo de batalha. Alguns dos inimigos começaram a lutar novamente e alguns guerreiros siquistas ficaram incomodados com Bhai Kanhaiya enquanto ele estava ajudando seu inimigo. Soldados siquistas trouxeram Bhai Kanhaiya diante de Guru Gobind Singh, e reclamaram de sua ação que eles consideraram contraproducente para sua luta no campo de batalha. "O que você estava fazendo, e por quê?" perguntou o Guru. "Eu estava dando água para os feridos porque vi seu rosto em todos eles", respondeu Bhai Kanhaiya. O Guru respondeu, "Então você também deve dar-lhes pomada para curar suas feridas. Você estava praticando o que lhe foi ensinado na casa do Guru."
Sob a tutela do Guru, Bhai Kanhaiya posteriormente fundou um corpo de voluntários para o altruísmo, que ainda hoje se dedica a fazer o bem aos outros e a treinar novos recrutas para este serviço.

### Hinduísmo
No hinduísmo, a abnegação (Atmatyag), o amor (Prema), a gentileza (Daya) e o perdão (Kshama) são considerados os atos mais elevados da humanidade ou "Manushyattva". Dar esmolas aos mendigos ou pessoas pobres é considerado um ato divino ou "Punya" e os hindus acreditam que isso libertará suas almas da culpa ou "Paapa" e os levará ao céu ou "Swarga" na vida após a morte. O altruísmo também é o ato central de várias mitologias hindus e poemas e canções religiosas. A doação em massa de roupas para pessoas pobres (Vastraseva), ou acampamento de doação de sangue ou doação em massa de alimentos (Annaseva) para pessoas pobres é comum em várias cerimônias religiosas hindus.
O Bagavadeguitá apoia a doutrina do ioga de carma (alcançar a unidade com Deus por meio da ação) e Nishkama Karma ou ação sem expectativa ou desejo de ganho pessoal, que pode ser dito que abrange o altruísmo. Os atos altruístas são geralmente celebrados e bem recebidos na literatura hindu e são centrais para a moralidade hindu.

## Filosofia
Há uma ampla gama de visões filosóficas sobre as obrigações ou motivações dos humanos para agir altruisticamente. Os proponentes do altruísmo ético sustentam que os indivíduos são moralmente obrigados a agir altruisticamente. A visão oposta é o egoísmo ético, que sustenta que os agentes morais devem sempre agir em seu próprio interesse. Tanto o altruísmo ético quanto o egoísmo ético contrastam com o utilitarismo, que sustenta que cada agente deve agir para maximizar a eficácia de sua função e o benefício para si e para seus coabitantes.
Um conceito relacionado na ética descritiva é o egoísmo psicológico, a tese de que os humanos sempre agem em seu próprio interesse e que o verdadeiro altruísmo é impossível. O egoísmo racional é a visão de que a racionalidade consiste em agir em seu próprio interesse (sem especificar como isso afeta suas obrigações morais).
Em seu livro Eu sou você: os fundamentos metafísicos para a ética global, Daniel Kolak argumenta que o individualismo aberto fornece uma base racional para o altruísmo.(p552) De acordo com Kolak, o egoísmo é incoerente porque o conceito de um eu futuro é incoerente, semelhante à ideia de anattā na filosofia budista, e todos são na realidade o mesmo ser. Derek Parfit fez argumentos semelhantes no livro Razões e Pessoas, usando experimentos mentais como o paradoxo do teletransporte para ilustrar os problemas filosóficos com a identidade pessoal.

### Altruísmo eficaz
O altruísmo eficaz é uma filosofia e movimento social que usa evidências e raciocínio para determinar as formas mais eficazes de beneficiar os outros. O altruísmo eficaz encoraja os indivíduos a considerar todas as causas e ações e a agir da forma que produza o maior impacto positivo, com base nos seus valores. É a abordagem ampla, baseada em evidências e neutra em relação à causa que distingue o altruísmo eficaz do altruísmo tradicional ou da caridade. O altruísmo eficaz faz parte de um movimento maior em direção a práticas baseadas em evidências.
Embora uma proporção substancial de altruístas eficazes tenha se concentrado no setor sem fins lucrativos, a filosofia do altruísmo eficaz se aplica de forma mais ampla à priorização de projetos científicos, empresas e iniciativas políticas que podem ser estimadas para salvar vidas, ajudar pessoas ou, de outra forma, ter o maior benefício. Pessoas associadas ao movimento incluem o filósofo Peter Singer, o cofundador do Facebook Dustin Moskovitz, Cari Tuna, os pesquisadores de Oxford William MacAskill e Toby Ord, e a jogadora profissional de pôquer Liv Boeree.

## Altruísmo extremo

### Altruísmo patológico
Altruísmo patológico é o altruísmo levado a um extremo doentio, de modo que prejudica a pessoa altruísta ou as ações bem-intencionadas da pessoa causam mais mal do que bem.
O termo "altruísmo patológico" foi popularizado pelo livro Altruísmo Patológico.
Exemplos incluem depressão e esgotamento observados em profissionais de saúde, um foco doentio nos outros em detrimento das próprias necessidades, acumulação de animais e programas filantrópicos e sociais ineficazes que, em última análise, pioram as situações que pretendem ajudar.
Altruísmo extremo, também conhecido como altruísmo custoso, altruísmo extraordinário ou comportamentos heróicos (deve ser distinguido do heroísmo), refere-se a atos altruístas direcionados a um estranho que excedem significativamente os comportamentos altruístas normais, muitas vezes envolvendo riscos ou grande custo para os próprios altruístas. Como atos de altruísmo extremo são frequentemente direcionados a estranhos, muitos modelos comumente aceitos de altruísmo simples parecem inadequados para explicar esse fenômeno.
Um dos conceitos iniciais foi introduzido por Wilson em 1976, ao qual ele se referiu como altruísmo "hard-core". Esta forma é caracterizada por ações impulsivas direcionadas a outros, tipicamente um estranho e sem incentivos para recompensa. Desde então, vários artigos mencionaram a possibilidade de tal altruísmo.
No século XXI, o progresso no campo desacelerou devido à adoção de diretrizes éticas que restringem a exposição de participantes da pesquisa a decisões custosas ou arriscadas (ver Declaração de Helsinque). Consequentemente, muitas pesquisas basearam seus estudos em doações de órgãos vivos e nas ações dos ganhadores da medalha Carnegie Hero, ações que envolvem alto risco, alto custo e são de ocorrências pouco frequentes. Um exemplo típico de altruísmo extremo seria a doação não direcionada de rins — uma pessoa viva doando um de seus rins a um estranho sem nenhum benefício ou conhecendo o destinatário.
No entanto, a pesquisa atual só pode ser realizada em uma pequena população que atenda aos requisitos do altruísmo extremo. Na maioria das vezes, a pesquisa também é feita por meio da forma de autorrelato, o que pode levar a vieses de autorrelato. Devido às limitações, a lacuna atual entre altos riscos e altruísmo normal permanece desconhecida.

### Características dos altruístas extremos
- Normas

Em 1970, Schwartz levantou a hipótese de que o altruísmo extremo está positivamente relacionado às normas morais de uma pessoa e não é influenciado pelo custo associado à ação. Esta hipótese foi apoiada no mesmo estudo que examinou doadores de medula óssea. Schwartz descobriu que indivíduos com normas pessoais fortes e aqueles que atribuem mais responsabilidade a si mesmos são mais inclinados a participar da doação de medula óssea. Descobertas semelhantes foram observadas em um estudo de 1986 por Piliavin e Libby com foco em doadores de sangue. Esses estudos sugerem que as normas pessoais levam à ativação de normas morais, levando os indivíduos a se sentirem compelidos a ajudar os outros.
- Reconhecimento de medo aprimorado

Abigail Marsh descreveu os psicopatas como o grupo "oposto" de pessoas aos altruístas extremos e conduziu algumas pesquisas, comparando esses dois grupos de indivíduos. Utilizando técnicas como imagens cerebrais e experimentos comportamentais, a equipe de Marsh observou que doadores de rins tendem a ter tamanhos maiores de amígdala e exibem melhores habilidades em reconhecer expressões de medo em comparação a indivíduos psicopatas. Além disso, uma capacidade melhorada de reconhecer o medo tem sido associada a um aumento em comportamentos pró-sociais, incluindo maior contribuição de caridade.
- Decisões rápidas ao realizar atos de altruísmo extremo

Rand e Epstein exploraram os comportamentos de 51 ganhadores da Medalha Carnegie Hero, demonstrando como comportamentos altruístas extremos geralmente derivam do sistema I da Teoria do Processo Dual, que leva a comportamentos rápidos e intuitivos. Além disso, um estudo separado por Carlson et al. indicou que tais comportamentos pró-sociais são prevalentes em emergências onde ações imediatas são necessárias.
Esta descoberta levou a debates éticos, particularmente no contexto da doação de órgãos vivos, onde as leis sobre esta questão diferem de país para país. Como observado em altruístas extremos, essas decisões são tomadas intuitivamente, o que pode refletir consideração insuficiente. Os críticos estão preocupados se esta decisão rápida abrange uma análise completa de custo-benefício e questionam a adequação de expor os doadores a tal risco.
- Desconto social

Uma descoberta sugere como os altruístas extremos exibem níveis mais baixos de desconto social em comparação com outros. Com esse significado, os altruístas extremos dão mais valor ao bem-estar de estranhos do que uma pessoa típica.
- Baixo status socioeconômico

A análise de 676 ganhadores do prêmio Carnegie Hero e outro estudo sobre 243 atos de resgate revelam que uma proporção significativa de socorristas vem de origens socioeconômicas mais baixas. Johnson atribui a distribuição às ocupações de alto risco que são mais prevalentes entre grupos socioeconômicos mais baixos. Outra hipótese proposta por Lyons é que os indivíduos destes grupos podem perceber que têm menos a perder quando se envolvem em comportamentos altruístas extremos de alto risco.

### Possíveis explicações
Teorias evolucionistas como seleção de parentesco, reciprocidade, interesse adquirido e punição contradizem ou não explicam completamente o conceito de altruísmo extremo. Como resultado, pesquisas consideráveis tentaram uma explicação separada para esse comportamento.
- Teoria de sinalização custosa para comportamentos extremos

Pesquisas sugerem que os homens são mais propensos a se envolver em comportamentos heróicos e de risco devido à preferência das mulheres por tais características. Esses comportamentos altruístas extremos podem servir para atuar como um "sinal" inconsciente para mostrar poder e habilidade superiores em comparação a indivíduos comuns. Quando um altruísta extremo sobrevive a uma situação de alto risco, ele envia um "sinal honesto" de qualidade. Três qualidades hipotetizadas a serem exibidas por altruístas extremos, que podem ser interpretadas como "sinais", são: (1) características difíceis de falsificar, (2) disposição para ajudar e (3) comportamentos generosos.
- Hipótese de empatia-altruísmo

A hipótese de empatia-altruísmo parece se alinhar ao conceito de altruísmo extremo sem contradição. A hipótese foi apoiada com mais pesquisas de escaneamento cerebral, que indicam como esse grupo de pessoas demonstra um nível mais alto de preocupação com a empatia. O nível de preocupação com a empatia então desencadeia a ativação em regiões cerebrais específicas, incitando o indivíduo a se envolver em comportamentos heróicos.
- Erros e valores atípicos

Embora a maioria dos comportamentos altruístas ofereça alguma forma de benefício, o altruísmo extremo pode, às vezes, resultar de um erro em que a vítima não retribui. Considerando a característica impulsiva dos altruístas extremos, alguns pesquisadores sugerem que esses indivíduos fizeram um julgamento errado durante a análise de custo-benefício. Além disso, o altruísmo extremo pode ser uma variação rara do altruísmo, onde eles se encontram em direção às extremidades de uma distribuição normal. Nos EUA, a taxa de prevalência anual per capita é inferior a 0,00005%, o que mostra a raridade de tais comportamentos.

## Altruísmo digital
Altruísmo digital é a noção de que alguns estão dispostos a compartilhar livremente informações com base no princípio da reciprocidade e na crença de que, no final, todos se beneficiam do compartilhamento de informações pela Internet.
Existem três tipos de altruísmo digital: (1) "altruísmo digital cotidiano", envolvendo conveniência, facilidade, engajamento moral e conformidade; (2) "altruísmo digital criativo", envolvendo criatividade, engajamento moral elevado e cooperação; e (3) "altruísmo digital cocriativo" envolvendo criatividade, engajamento moral e esforços metacooperativos.

### Antônimos
- Ciúme – Emoção que se refere aos pensamentos e sentimentos de insegurança, medo e inveja
- Egoísmo – Filosofia de motivações ou comportamento em relação a si mesmo